# Muren, Antarktis
Muren är ett berg i Antarktis. Det ligger i Östantarktis. Norge gör anspråk på området. Toppen på Muren är 616 meter över havet, eller 14 meter över den omgivande terrängen. Bredden vid basen är 0,80 km.
Terrängen runt Muren är kuperad åt sydost, men åt nordväst är den platt. Trakten är obefolkad. Det finns inga samhällen i närheten. 